# Leah Peak
Leah Peak är en bergstopp i Kanada.   Den ligger i provinsen Alberta, i den centrala delen av landet, 3 100 km väster om huvudstaden Ottawa. Toppen på Leah Peak är 2 626 meter över havet.
Terrängen runt Leah Peak är bergig österut, men västerut är den kuperad. Trakten runt Leah Peak är nära nog obefolkad, med mindre än två invånare per kvadratkilometer.. Det finns inga samhällen i närheten.
I omgivningarna runt Leah Peak växer i huvudsak barrskog.